# Dirección General para Europa
La Dirección General para Europa de España, oficialmente Dirección General de Europa Occidental, Central y Sudeste de Europa, es el órgano directivo del Ministerio de Asuntos Exteriores, Unión Europea y Cooperación, adscrito a la Secretaría de Estado para la Unión Europea, encargado de la propuesta y ejecución de la política exterior de España en las áreas geográficas de Europa que le corresponden, así como la propuesta y seguimiento de la posición de España respecto del contencioso de Gibraltar.
Está adscrita a la Dirección General de Europa la Comisión de Límites con Francia y Portugal.

## Historia
Antes de que el Ministerio se denominase «de Asuntos Exteriores» y en los primeros años de esta etapa, los asuntos de política exterior para Europa se organizaban a través de la Sección de Europa del Ministerio.
A partir de 1942 las funciones fueron asumidas por la Dirección General de Política Exterior, pero no será hasta el Decreto de 2 de abril de 1966 que se crea un órgano directivo únicamente centrado en este ámbito competencial, si bien en origen también se centraba en las relaciones con la Santa Sede hasta 1967.
El decreto de 1968 estructuraba la dirección general en dos ámbitos geográficos, dedicándose sus órganos a la Europa Occidental y a la Europa Oriental. Entre 1970 y 1973 estuvo suprimida. Aunque con cambios en su denominación, la estructura de 1968 se mantuvo hasta 1993, cuando la subdirección general de Europa Oriental se divide en dos, una para la Europa Central y Meridional, y otra para los estados resultantes de la desmembración de la antigua Unión Soviética.
En 1996 se fusiona con la Dirección General para América del Norte, dando lugar a un órgano directivo con competencias sobre la Europa Occidental, Europa Oriental, Europa Central, Europa Meridional y América del Norte, una unión de corta duración pues en 1998 vuelven a tomar caminos separados y la DGE recupera su estructura original. En 2002, con relación a la Declaración de Bruselas se creó la Oficina de Asuntos de Gibraltar. Entre 2004 y 2008 tuvo la misma estructura y denominación que el periodo 1996-1998.
A partir de 2008, perdió las competencias sobre la política exterior en los países miembros de la Unión Europea y se centró únicamente en la Europa Oriental y el resto de países que no fuesen de la Unión, así como en Norteamérica. Fue fusionada en verano de 2010 con la Dirección General de Política Exterior y finalmente suprimida en 2012 al quedar sus funciones repartidas en diferentes direcciones generales tanto de la SEAEX como de la SEUE.
Fue recuperada en 2017 con las funciones sobre las relaciones exteriores con los países de la Unión Europea, candidatos, países del Espacio Económico Europeo y, en general, todos los países europeos, así como los asuntos sobre el contencioso de Gibraltar y sobre Asia Central. A partir de 2018, con una nueva denominación, mantiene sus competencias salvo las que corresponden a la Dirección General para América del Norte, Europa Oriental, Asia y Pacífico en lo relativo a Asia y Europa Oriental.

### Denominaciones
- Dirección General de Asuntos de Europa y Santa Sede (1966-1967)
- Dirección General de Asuntos de Europa (1967-1973)
- Dirección General de Europa (1973-1976)
- Dirección General de Política Exterior para Europa y Asuntos Atlánticos (1976-1983)
- Dirección General de Política Exterior para Europa (1983-1996;1998-2004)
- Dirección General de Política Exterior para Europa y América del Norte (1996-1998; 2004-2008)
- Dirección General de Política Exterior para Europa No Comunitaria y América del Norte (2008-2010)
- Dirección General de Política Exterior, Europa y Seguridad (2010-2012)
- Dirección General para Europa (2017-2018)
- Dirección General de Europa Occidental, Central y Sudeste de Europa (2018-presente)

## Estructura y funciones
La dirección general se organiza en los siguientes órganos, a través de los cuales ejerce sus funciones:
- La Subdirección General de Países de la Unión Europea, a la que corresponde la propuesta y ejecución de la política exterior de España en los Estados miembros de la Unión Europea así como el impulso de las relaciones bilaterales con dichos países.
- La Subdirección General de Países Candidatos, Países del Espacio Económico Europeo y otros Países Europeos, que asume la propuesta y ejecución de la política exterior de España en el resto de países europeos y, en concreto, en los países candidatos de la Unión y los pertenecientes al Espacio Económico Europeo, así como el impulso de las relaciones bilaterales con los países que engloba, salvo lo que corresponda a la Dirección General para América del Norte, Europa Oriental, Asia y Pacífico.
- La Oficina de Asuntos de Gibraltar, a la que corresponde el ejercicio la propuesta y el seguimiento de la posición de España respecto del contencioso de Gibraltar, en coordinación con el resto de órganos del Ministerio, de otros Departamentos ministeriales y de otras Administraciones Públicas. Para el debido seguimiento de los aspectos del contencioso que trascienden el ámbito de la Unión Europea, la Oficina mantendrá la adecuada coordinación con la Dirección General de Política Exterior y de Seguridad.

## Titulares
- Fernando Olivié y González-Pumariega (1966-1970)
- Nuño Aguirre de Cárcer (1973-1976)
- Antonio Elías Martinena (1976-1979)
- Juan Durán-Lóriga y Rodrigáñez (1979-1982)
- José Cuenca Anaya (febrero-diciembre de 1982)
- Mariano Berdejo Rivera (1982-1985)
- Jesús Ezquerra Calvo (1985-1987)
- Fermín Zelada Jurado (1987-1991)
- María de las Mercedes Rico Carabias (1991-1994)
- José Rodríguez-Spiteri Palazuelo (1994-1998)
- Francisco Millán Mon (1998-2000)
- Ricardo Díez-Hochleitner (2000-2002)
- Juan Pablo García-Berdoy (2002-2004)
- José María Pons Irazazábal (2004-2008)
- Luis Felipe Fernández de la Peña (2008-2010)
- Alfonso Lucini Mateo (2010-2011)
- Santiago Cabanas Ansorena (julio-diciembre de 2011)
- Juan López-Herrera Sánchez (2017-2018)
- María Aurora Mejía Errasquín (2018-2020)
- María Victoria González Román (2020-2021)
- Raquel Gómez-Cambronero Álvarez (2021-2024)
- Ainhoa Fábrega Larrucea (2024-presente)